# Anomala fulvocostata
Anomala fulvocostata är en skalbaggsart som beskrevs av Ohaus 1902. Anomala fulvocostata ingår i släktet Anomala och familjen Rutelidae. Inga underarter finns listade i Catalogue of Life.